# George Bassett Clark
George Bassett Clark (14. února 1827 – 20. prosince 1891) byl americký astronom.
Narodil se v Lowelli v rodině Alvana Clarka, která v 19. století vyráběla dalekohledy (především refraktory). Tyto dalekohledy pracovaly v Cambridgi, kde zlomily více rekordů refrakčních nástrojů. Dodnes největší dalekohled v Observatoři Yerkes pochází z jejich dílny.